# تجنيد القوات
تجنيد القوات (بالألمانية: Die Truppenaushebung) قصة قصيرة ألمانية من تأليف الكاتب التشيكي فرانز كافكا، كتبها بداية في عام 1920، ونشرت في 1931 بعد وفاته. بعض النقاد العرب يأخذون هذه القصة على أنها دليل واضح على صهيونية كافكا ودعوة صريحة لليهود من أجل تجنيد أنفسهم.

## القصة
القصة تتمحور حول تنظيم عدد من القوات لدخول معركة، في البداية يتم إصدار أمر لجميع المواطنين بالرجوع إلى منازلهم، ومن ثم يزور القائد جميع المساكن للتأكد من أن جميع أفراد البيت قد عادوا وعندها يقوم بتسجيل أولئك الذين يصلحون للخدمة العسكرية. بعد ذلك تأخذ القصة منعطفاً مأساويا عندما تذهب أمرأة صغيرة من مدينة أخرى إلى أحد المنازل، لابسة بطريقة تهدف إلى أن يلاحظها القائد، إذا يبدو أنها تبحث عن عشيق، بدلاً من ذلك يتم تجاهلها وتلقت ضربة على الرأس من القائد نفسه. في النهاية يذكر الرواي أن لا أحد من المدن الأخرى وخاصة النساء لا يتم ضمهم إلى الصفوف.

## وصلات خارجية
- تجنيد القوات، على كتب جوجل.
- تجنيد القوات، على الفهرس العالمي.